# أسيتات التوكوفيرول
أسيتات التوكوفيرول تُعرف أيضًا باسم أسيتات فيتامين (هـ)، هي فيتامينات مُكملة شائعة الاستخدام وتركيبها الجزيئي هو C31H52O3 (لشكل 'α'). وهي إستر حمض الخليك التوكوفيرول (فيتامين (هـ)). عادة ما تُستخدم في المنتجات الجلدية مثل كريمات العناية بالبشرة. لا تتأكسد أسيتات التوكوفيرول ويُمكنها اختراق البشرة وصولاً للخلايا الحية حيث يتحول 5% منها إلى توكوفيرول حر مقاوم للأكسدة.
تُستخدم أسيتات التوكوفيرول بدلاً من التوكوفيرول نفسه لأن مجموعة الهيدروكسيل الفينولية مغلقة مما يقلل من حمضية عند طول فترة تخزينه. يُعتقد أن جزء الأسيتات يتحلل مائيًا ببطء بمجرد أن تتشربه البشرة مما يُعيد إنتاج التوكوفيرول ويحمي البشرة من الأشعة فوق البنفسجية.